# 普拉诺拉斯
普拉诺拉斯（西班牙語：Planolas，加泰隆尼亞語發音：[pləˈnɔləs]）是西班牙加泰罗尼亚赫罗纳省的一个市镇。总面积14平方公里，总人口277人（2001年），人口密度20人/平方公里。